# Desulforudis audaxviator
Desulforudis audaxviator ist ein Bakterium, das in Tiefen von 1,5 km bis 3 km unterhalb der Erdoberfläche im Grundwasser lebt. Bemerkenswert an diesem Bakterium ist, dass sein Stoffwechsel nicht nur chemotroph, also ohne Sonnenlicht erfolgt, sondern dass als Wasserstoffquelle ebenfalls keinerlei organische Verbindungen benötigt werden.
Die Energie für einen Protonengradienten erzeugt das Bakterium durch die Reduktion von Sulfat zu Sulfid. Dabei stehen nur die Elektronen des durch die Strahlung radioaktiver Elemente radiolytisch gespaltenen Wassers in Wasserstoff und Wasserstoffperoxid zur Verfügung. Der Stoffwechsel und die Energiegewinnung sind daher vom Sonnenlicht und anderen chemischen Energieträgern völlig unabhängig und basieren auf geologischen Prozessen im Erdinneren. Desulforudis audaxviator ist damit ein typischer Vertreter endolithisch lebender Organismen.
Diese Gram-positiven Bakterien wurden im Grundwasser unterhalb einer Tiefe von 1,5 km gefunden. Die Tiefenbohrungen fanden in Gold- und Platinminen in Witwatersrand (Südafrika) statt. In einer ersten taxonomischen Einordnung wurden sie zu den Firmicutes gestellt. Nach der Systematik der Bakterien sind sie noch nicht als Art anerkannt, sondern besitzen den Status als Candidatus.
Im Jahr 2021 wurde über weitere Funde in südafrikanischen Minen sowie in Westsibirien und im Death Valley, Kalifornien, berichtet.
Die DNA-Polymerasen zeigten eine verwandtschaftliche Nähe zu Thermoanaerobacterales und tief verzweigten Clostridiales, beides Ordnungen in der Klasse Clostridia – das nächste Ortholog stammt dabei von Desulfovirgula thermocuniculi (Thermoanaerobacterales).
Weitere Untersuchungen im Death Valley wurden 2024 veröffentlicht.

## Etymologie
Das Artepitheton audaxviator entstammt einem Zitat aus Jules Vernes Reise zum Mittelpunkt der Erde. Der Held der Geschichte, Professor Lidenbrock, findet eine geheime Inschrift die in Lateinisch lautet: Descende, audax viator, et terrestre centrum attinges (Steig hinab, wagemutiger Reisender, und du wirst zum Mittelpunkt der Erde gelangen). Der Geowissenschaftler Tullis C. Onstott, der sich an der Universität Princeton mit Geomikrobiologie befasst, schlug diesen Namen vor.

## Lebensraum
Die Lebensräume dieser Bakterien sind schon seit rund 25 Millionen Jahren von der Erdoberfläche isoliert. In einer Tiefe von 2800 Metern, aus der Wasserproben untersucht wurden, herrscht eine Temperatur von rund 60 °C, es gibt kaum freien Sauerstoff. Das Genom des Bakteriums, bestehend aus 2175 Genen, ermöglicht es dem Organismus, alle Lebensvorgänge auch unter lang andauernder Isolation von Licht und Luft der Erdoberfläche aufrechtzuerhalten. Dazu kommt, dass es in diesem Ökosystem keine anderen Lebewesenarten gibt. Desulforudis audaxviator ist die einzige lebende Komponente in diesem System. Allerdings wurde nachgewiesen, dass sich der ebenfalls in Extremlebensräumen vorkommende Nematode Halicephalobus mephisto im Labor bevorzugt von Desulforudis audaxviator ernährt, wenn er eine Wahl hat (Alternative: E. coli).
Es wird vermutet, dass sich ähnliche Lebensvorgänge auch im Inneren anderer Himmelskörper unter ähnlichen geologischen Voraussetzungen wie auf der Erde abspielen könnten.